# Andreï Iordan
Andreï Andreïevitch Iordan (en cyrillique : Андрей Андреевич Иордан) (né le 22 décembre 1934 dans l'oblast de Saratov (en URSS) et décédé le 20 janvier 2006) à Bichkek, est un homme d'État kirghiz, Premier ministre du 29 novembre 1991 au 10 février 1992. 
Il a aussi exercé les fonctions de ministre de l'Industrie et du commerce extérieur. Il fut ensuite conseiller dans le cabinet du premier ministre.